# Hans Coppi
Hans Coppi (Berlin, 1942. november 27. –) német modern kori történész. Szüleit, Hans és Hilde Coppit a nácik végezték ki. Néhány évig az SED párttitkára volt. Felesége Helle Coppi, három lányuk van. Berlinben él.